# Marie-Claude Bérot
Pour les articles homonymes, voir Bérot.
Marie-Claude Bérot, née à Toulouse le 27 novembre 1939, est une autrice française de livres pour la jeunesse.

## Biographie
Puéricultrice de métier et de formation, Marie-Claude Bérot prend sa retraite à cinquante ans dans les Pyrénées, d'où est originaire son époux Marcellin Bérot, écrivain pyrénéen, et elle se lance dans l'écriture « pour s'amuser ». Son premier livre : Alazaïs en pays cathare, est accepté par le premier éditeur auquel elle s'adresse, Milan Jeunesse, et il est traduit en occitan.
Elle est mère de trois enfants, dont Violaine Bérot, et grand-mère de cinq petits-enfants. Ses livres, qui abordent des thèmes graves de la vie, sont très étudiés dans l'enseignement public, grâce à un référencement auprès de plusieurs Centres de recherche et de documentation pédagogique.

## Thèmes abordés
Le stylo rouge aborde les thèmes des difficultés et réussites scolaires, des rapports aux autres, et l'image de soi face à un père en prison.
L'heure du renard traite de la quête du père, par une enfant analphabète, mais dotée de dons avec les animaux.
Dans la Guerre de l'Ours, sont abordés les affrontements entre défenseurs et opposants de la réintroduction de l'ours dans les Pyrénées, sur un fond d'amitié entre une jeune Parisienne malade et le petit-fils d'un berger.
Badésirédudou traite de l'adoption et de la jalousie.
L'année de mes quinze ans évoque la maladie, à l'occasion de la naissance d'une amitié entre deux jeunes filles, l'une malade du cancer et l'autre dépressive.

## Œuvres
- Alazaïs en pays cathare (1994).
- Pierrou de Gavarnie (1995).
- Un bisou sur les yeux (1996).
- Ninon-Silence (2000).
- Badésirédudou (2001).
- Marie-Lune (2002).
- Chaque jour, je t'écrirai (2002).
- Mes vacances préférées (2004).
- Clara et Martin (2004).
- Le stylo rouge (2005).
- L'année de mes 15 ans (2005).
- Aube rouge sur l'océan (2008).
- L'heure du renard (2009).
- La guerre de l'ours (2010).
- Tu me plais... Tout simplement (2010).

## Récompenses et prix littéraires
Les romans de Marie-Claude Bérot sont régulièrement sélectionnés par des prix ayant le double objectif de récompenser des auteurs et de favoriser la lecture par de jeunes lecteurs en aiguisant leur sens critique.
- L'année de mes 15 ans -  Sélectionné au Prix des lycéens allemands 2007[10].
- Ninon-Silence - Flammarion (Castor Poche), 2000 - Prix Chronos 2001[11].
- Clara et Martin - 1er Prix PEP Solidarité 2006[12].